# Dimorphanthera vestita
Dimorphanthera vestita är en ljungväxtart som beskrevs av Herman Otto Sleumer. Dimorphanthera vestita ingår i släktet Dimorphanthera och familjen ljungväxter. Inga underarter finns listade i Catalogue of Life.